# 特奥多尔·哈格
特奥多尔·哈格（德語：Theodor Haag，1901年3月13日—1956年8月28日），德国男子曲棍球运动员，所属俱乐部是SC法兰克福1880。他曾代表德国参加1928年夏季奥林匹克运动会曲棍球比赛，获得一枚铜牌。